# Етногенез українців
Етногене́з украї́нців — історичний процес етнічного формування українців (походження, родовід). Досліджує походження нації чи етносу етнологія.
Українці успадкували риси населення доби Русі. Ранньосередньовічний відлік етногенезу майбутньої нації, котрий обґрунтували зокрема Грушевський, Бжеський та Залізняк, є переважаючим у науковому середовищі XXI ст.
У той же час, на думку окремих істориків, зокрема, Смолія, котрий (услід за тезами Погодіна) зазначив, що варто відрізняти етногенез від формування української нації, яке відбулося у XVI столітті з української народності.
За визначенням соціолога О. В. Нельга, етногенез — це сукупність соціально-історичних та духовно-культурних процесів, що призводять до виникнення етнічного як явища і зумовлюють його подальший розвиток. Вік народу визначається тривалістю його безперервного етнокультурного розвитку.

## Теорії етногенезу

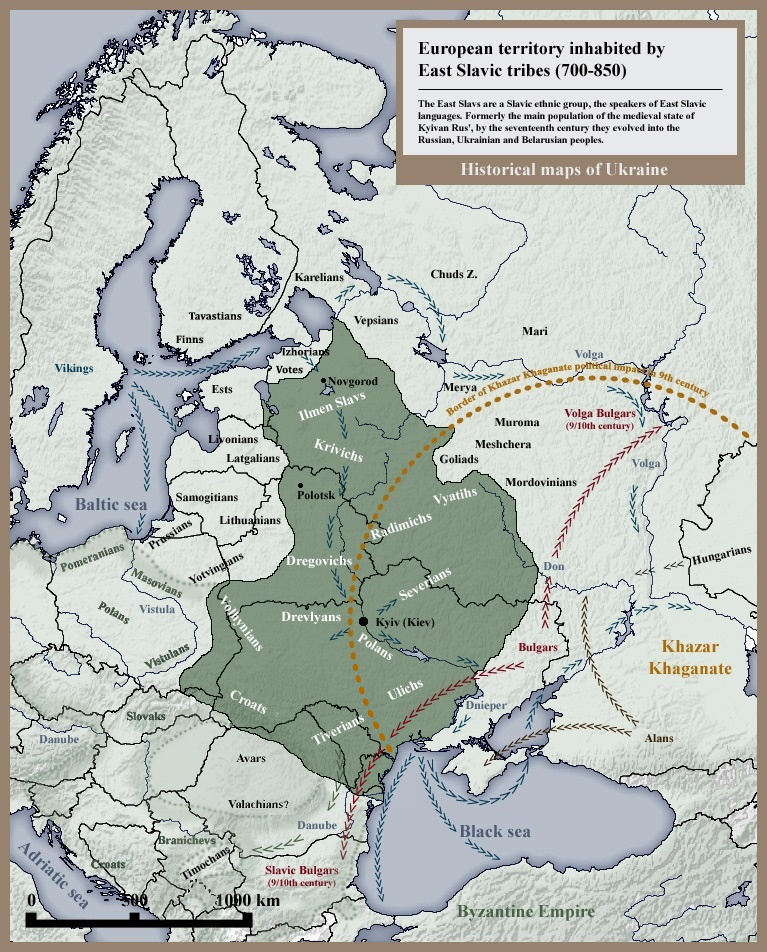
Східнослов'янські племена (700—850 роки н. е.)

Сучасний стан етнологічних джерел дозволяє узгодити етногенез українців з універсальними законами етнічного розвитку Європи. Формування етнічної культури українського народу, як і інших, нерозривно пов'язане з формуванням самого народу (етногенезом). Тому, розглядаючи українську культуру, дослідники приділяють значну увагу питанню етногенезу українців. Існують такі теорії:
- теорії автохтонності  (зокрема трипільсько-арійська: В. Хвойка, В. Щербаківський, Я. Пастернак та інші), (ранньосередньовічна: М. Максимович, М. Костомаров, М. Грушевський тощо), за якими етнічну основу українців становить населення, яке проживало на території сучасної України впродовж попередніх історичних періодів. Часові концепції у різних науковців різняться;
- псевдотеорія «єдиної колиски» (з ініціативи І. В. Сталіна загальноприйнята в СРСР у 1950—80-ті): зародження і розвиток із єдиної древньоруської народності трьох близьких слов'янських народів (українців, білорусів, росіян);
- теорія «незалежного розвитку окремих східнослов'янських народів», тобто українців, білорусів, росіян, яка набула поширення останнім часом (див. генофонд слов'ян, етногенез слов'ян, генофонд українців, антропологія українців, генофонд білорусів, етногенез білорусів, антропологія білорусів[be], генофонд росіян, етногенез росіян, антропологія росіян[ru]).

## Концепції
Територія нинішньої України з часів раннього палеоліту і до наших днів ніколи не була безлюдною (див. доісторична Україна, Полісся, Прабатьківщина слов'ян), проте етнічну історію території не ототожнюють з етногенезом нації:
- VI—II тисячоліття до нашої ери: У межах сучасних теренів України відомо про трипільську культуру,
- а близько 1500—1200 років до нашої ери відбулося відокремлення слов'янського суспільства від стародавніх індоєвропейців на сформованому ареалі проживання індоєвропейців: на території площею близько 6 мільйонів км² (від Гімалайських гір до Західної Європи, і від Балтії до Землі Ізраїлю). З індоєвропейців утворилися окремі самостійні держави та племінні союзи, 10 споріднених гілок: слов'яни, кельти, балти, германці, італіки (можливо етруски), анатолійці (хетти та ін.), вірмени, греки, іранці, скіфи, кімерійці, перси, індо-арії (ведичні арії).
- У період I століття до нашої ери — початку I ст. н. е. була праслов'янська зарубинецька культура у межах історичних земель України[7].
- Праукраїнці: V—VIII ст. нашої ери Пеньківська культура, V—VII ст. н. е. Празька культура, VIII—IX ст. н. е. Лука-Райковецька культура[7].

М. Грушевський вважав, що індоєвропейці мали східноєвропейське походження, а правітчизною індоєвропейського племені арійців була Східна Європа.

### Ранньосередньовічна
Однією з найбільш аргументованих, обґрунтованих та найпоширеніших на сьогодні концепцій етногенезу українців є ранньосередньовічна концепція україногенезу, згідно з якою розвиток української нації відбувався відповідно до універсальних законів етнічного розвитку середньовічної Європи. Творцем її вважають М. Грушевського, який виводив українців від племен антів, які мешкали в лісостепах України у V—VI ст.. Пізніше до її творення долучились В. Антонович, Я. Дашкевич, М. Брайчевський, Я. Ісаєвич, Г. Півторак, В. Баран, та ін. Концепція спирається на лінгвістичне підґрунтя, створене дослідженнями О. Потебні, А. Кримського, І. Огієнка та ін.

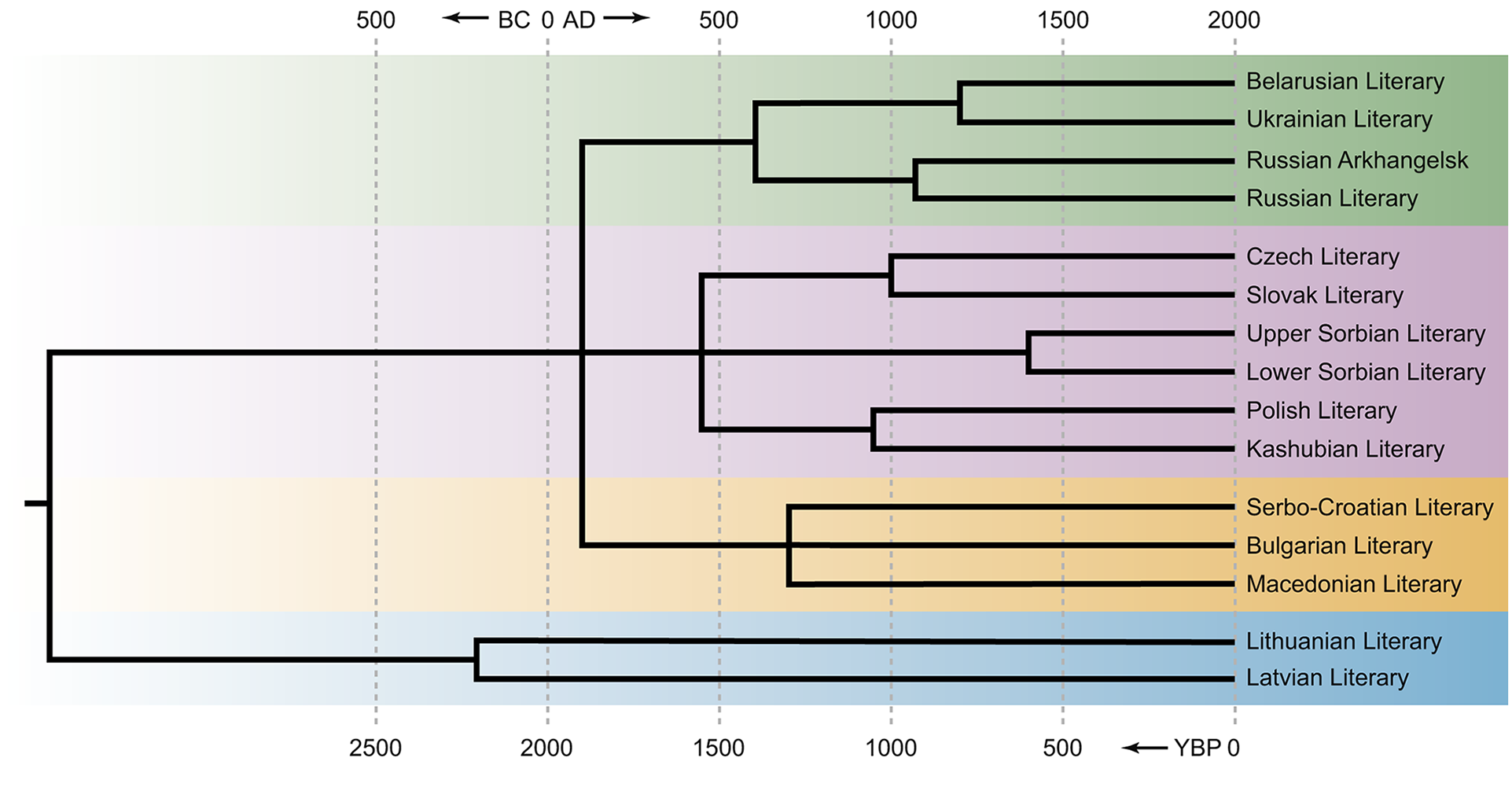
Реконструйоване філогенетичне дерево балто-слов'янських мов.
Сучасне бачення часу поділу різних мовних гілок

Згідно з концепцією, етноси в певний час народжуються, виходять на історичну арену, проходять життєвий цикл і дезінтегруються, розчиняючись серед сусідніх етносів. Їх вік визначається ретроспективно, шляхом встановлення початку безперервності етнокультурного розвитку народу. Відповідно до цього, більшість європейських народів, що мешкають на територіях, на які поширювався вплив Римської імперії, з'явились в ранньому середньовіччі у V—VII ст. (наприклад, французи, німці, англійці, іспанці, чехи, серби, хорвати, поляки, українці та ін.). Ці європейські народи у ранньосередньовічну добу пройшли кілька фаз свого розвитку: племінну (почалася у V—VII ст. і закінчилася в ІХ—Х ст. консолідацією споріднених племен та етнографічних груп у власних державах) та ранньосередньовічних імперій (ранньосередньовічні держави нерідко поширювалися на етнічні території сусідніх народів — Англійська, Іспанська, Французька, Польська, Руська). Водночас у провінціях імперій зароджувалися молоді постімперські етноси, які виникали внаслідок синтезу місцевих традицій із мовно-культурним комплексом імперського народу. В той же час окремі українські науковці датують закінчення формування етногенезу кінцем XII — початком XIII ст., пов'язуючи це з боротьбою галицько-волинських Романовичів та чернігівських Ольговичів за владу над Південною Руссю — фактору що сприяв виокремленню цієї території з решти руських земель в осібну спільність, створивши умови для усвідомлення її населенням не тільки етнокультурної відмінності від сусідів, а й власної подібності та єдності.
Прибічники цієї концепції тримаються думки, що Русь є результатом державотворення українців, які, втративши свою імперію внаслідок дезінтеграції Русі перед тюркським нашестям, продовжили своє буття в бездержавному стані на своїх етнічних територіях. У XVII ст. українці роблять нову спробу творення власної держави, а третя та четверта спроби державного будівництва припадають на 1917—1920 рр. та сучасність.

### Концепція давньоруської народності
Після Другої світової війни у 1947 році нову концепцію походження східних слов'ян сформулював В. Мавродін, яка, попри критику російських колег, була підтримана ЦК КПРС у Тезах 1954 р. «Про святкування 300-річчя возз'єднання України з Росією», які стали офіційною радянською схемою історії східних слов'ян до падіння СРСР. Суть цієї концепції полягала в тому, що державу Русь зі столицею в Києві заснували представники окремого східнослов'янського етносу — давньоруської народності, яка у період роздробленості Русі була розчленована Литвою та Польщею. А в результаті їх асимілятивних процесів постали 3 народи росіяни, українці та білоруси, які через агресію сусідів мріяли возз'єднатися в єдиній державі. Відтак, агресивна експансія Москви щодо українців і білорусів було «поновленням історичної справедливості і здійснення їх заповітної мрії про возз'єднання з росіянами».

## Доба етногенезу

Схема культур та їх зв'язків з утворенням слов'янських народів

Поява на території, що нині є українською, нижньопалеолітичних стоянок, вік яких наближається до 1 мільйона років (див. «Королевська стоянка»), і є початком історії на українських землях, однак це не є початком етнічної історії українського народу, слов'ян чи праслов'ян. Людські істоти, що населяли терени України за доби раннього та середнього палеоліту, не є безпосередніми предками «Homo sapiens». Археологія свідчить, що протягом тисячоліть від появи на європейському континенті «людини розумної» і до періоду творення європейських етносів, одні групи людей декілька разів змінювали інші групи. Терени України є однією з частин етнокультурного простору, де в різний час відбувалися етапи процесу становлення індоєвропейців, германо-балто-слов'ян, праслов'ян, слов'янських етнічних утворень. Попередники германо-балто-слов'ян належали до південно-східної частки індоєвропейських груп, тобто були сучасниками носіїв трипільської культури, але прямої спадкоємності між трипільцями та германо-балто-слов'янами немає. І менше є підстав для етнічного ототожнення степових культур мідної доби та бронзової доби з одночасно існуючими неподалік від них культурами лісостепу України, які мали відношення до зародження праслов'янських спільностей. А у 3—2 тисячолітті до н. е. степове іраномовне населення лише контактувало з сусідніми племенами українського лісостепу. Вже в 1-й половині 1 тисячоліття н. е. на півдні лісової і лісостепової зони України існували зарубинецька культура, волино-подільська культура, київська культура й черняхівська культура, носіями яких повністю або частково були слов'яни-венеди. І саме на їхній основі в середині 1 тисячоліття н. е. (5—7 століття) сформувалися ранньосередньовічні спільності (празька культура, пеньківська культура й колочинська культура), що належали слов'янським племінним союзам антів та склавінів (див. «Антський союз» та ін.). Під час Великого переселення народів відбувся поділ слов'ян на ті етнічні утворення, подальший розвиток яких зумовив процеси формування сучасних слов'янських народів.
Безперервність етнокультурного розвитку на українських етнічних землях між Карпатами, Прип'яттю та Київським Подніпров'ям простежується з кінця V ст., коли празька та пеньківська культури V—VII ст., трансформувалися в праукраїнські літописні племена волинян, деревлян, полян, білих хорватів, уличів, тиверців (була безпосередньо генетичною основою Південної Русі), сіверян Північно-Західної України (Лука-райковецька культура VIII—IX ст.). Пізніше ці племена були інтегровані у Київську Русь. Її населення складалося з семи споріднених праукраїнських літописних племен, що стрімко інтегрувалися у відносно єдиний «руський» народ (етнос), котрий створив державу Русь; яка швидко трансформувалася в імперію раннього середньовіччя (Київська Русь), в Х-ХІІІ ст. здійснювала експансію на лісові простори півночі Східної Європи. Продуктом синтезу праукраїнців, внаслідок колонізації праукраїнським Києвом (Руссю у її первинному значенні) балтських і фінських племен лісової смуги Східної Європи постали молоді балто-руські етноси (білорусини-білоруси, псково-новгородці) та фінно-балто-руські (росіяни). В основному у сучасній літературі початком націогенезису українців вважається період Київської Русі, хоч він і не досяг тоді завершення, бо внаслідок несприятливих історичних обставин, обумовлених періодом роздробленості Київської Русі та монголо-татарським нашестям, цей процес був дещо уповільнений і поновився на повну силу в XV—XVII сторіччях. У цьому, імовірно, і полягає специфіка етногенезу українців.
На думку американського історика Омеляна Пріцака в етногенезі українців взяла участь велика частина східноєвропейських половців, які після монгольського завоювання 1230-1240-х рр., залишилися в українських степах і не прийняли ісламу. Так само російський історик Лев Гумільов вважав, що охрещені половці стали одним із базових шарів українського етносу.
Етнонім «русь» / «русин» вживався як самоназва всього слов'янського населення України з кінця ХІІ — поч. ХІІІ ст. аж до XVIII ст. включно, а можливо, й довше (остання виявлена фіксація у джерелах зі Східно-Центральної України — 1728 р., а в фольклорних творах — 1850-ті рр.
Це свідчить, що населення України становило один етнос і що даний етнос зберігався як такий (звичайно, зазнаючи певних трансформацій) упродовж усього цього часу. Як регіональна самоназва українського населення західних областей України цей термін, вже у формі «русини», побутував до 1-ї пол. XX ст., коли й був витіснений новим загальноукраїнським ендоетнонімом «українці». Отже, етнос, який виникає на слов'янських землях Південної Русі в кінці ХІІ — на поч. ХІІІ ст., є саме українським.
Український етнос остаточно сформувався на рубежі XVI—XVII століть, причому каталізаторами цього процесу стали, національний гніт польської шляхти і внутрішня зрада еліти — перехід аристократії до католицтва і укладення церковної унії. На хвилі національної боротьби росла національна самосвідомість. Остання виявилася на побутовому рівні в усвідомленні своєї приналежності до «руського народу», а на вищому, ідеологічному рівні — у боротьбі за національні права, за православ'я, за створення національних державних інститутів і атрибутів. Результатом цих процесів стала спроба творення власної держави українським народом середині XVII ст. під проводом Б. Хмельницького.

## Ідентифікація
У Східній Європі впливи греко-римської цивілізації поширювалися через античні колонії Північного Причорномор'я в межах України. Тому етноісторичний розвиток території України випереджав більш віддалені від античних центрів регіони лісової смуги Східної Європи (інших народів) і наближався до темпів історичного розвитку країн Західної та Центральної Європи, що розвивалися підо впливом греко-римської цивілізації. Отже на українських етнічних теренах між Карпатами, Прип'яттю та Київським Подніпров'ям, як і на землях інших великих європейських етносів, що знаходилися у сфері впливу Стародавнього Риму, простежується з кінця V століття. Археологія, мовознавство, антропологія, письмові джерела переконливо свідчать про тяглість й неперервність розвитку в Північно-Західній Україні єдиного етнічного організму, від дулібів, склавинів, антів — і до сучасних українців.
Етнічна історія українців відбилася в різноманітності самоназв (етнонімів), назв з боку інших народів, а також назв країни і держави. З моменту зародження українського етносу ключовим було поняття Русь. Причому в різні періоди домінували такі його варіанти: VI—XIV ст. — Русь; з 1395 р. — Мала Русь; у XVII—XVIII ст. — Малоросія; XIX ст. — початок ХХ ст. — Україна-Русь. Визнання назви «Україна» (уперше згадане у 1187 р. — див. «Україна (назва)») відбулося у XVII столітті, але тоді воно співіснувало з іншим — «Малоросія», яке набуло широкого розповсюдження після приєднання України до Московської держави. Тільки з початку XX століття етнонім «Україна» став домінуючим.
Слід виділити і таку особливість: спочатку Руссю, а потім Україною називали центральну область, тобто Київську землю, а потім звідси найменування «Русь» розповсюдилося на все східне слов'янство, а «Україна» пізніше на все українство. Тобто назва «Русь» сформувалася як спільнослов'янський термін, і саме тому Московська держава взяла його собі у назву для утвердження концепції «Третього Риму». Що стосується назви «Україна», то є декілька пояснень його походження: або від «краю» — кордону зі Степом, або від слова «країна» інша версія — «край» як батьківщина, вітчизна, та ін. Найпоширеніша версія: назва «Україна» походить від слів «у» і «країна» й означає внутрішню землю (батьківщину), на противагу зовнішнім землям (закордонню). Порівняйте з німецьким «inland».
Що стосується самоназви «українець», то вона почала вживатися з XVII ст. але після приєднання України до Московського царства була малопоширеною. З XVII ст. назва «українець» вживалася у значенні «козак», «козацький народ», «український народ». Поряд з цим продовжувала існувати і стара самоназва «русин». Тільки в умовах національного відродження у другій половині XIX століття остаточно утвердилася самоназва «українець». Таким чином, в етнічній історії українців можна виділити ключові етнооб'єднуючі самоназви за останні 2000 років:
1. Анти (Антський союз) ІІ-VII ст.: уличі, тиверці, дуліби, білі хорвати, волиняни, бужани;
2. слов'яни VI—XI ст.: уличі, тиверці, дуліби, білі хорвати, дреговичі, деревляни, сіверяни, поляни;
3. Русини (руси, русь, державне утворення — Київська Русь, Руське Королівство, ВКЛ, Руське воєводство) X—XX ст.;
4. Козаки (черкаси, державне утворення — Гетьманщина) XVI—XVIII ст.;
5. Українці (державні утворення — УНР, Українська Держава, УРСР, Україна) XVII—XXI ст.

## Структура генофонду українців

Карта 2. Генетична спорідненість українців та мешканців Європи сусідніх з Україною областей за частотами гаплогруп мтДНК

- На збірній карті 1 показано генетичну спорідненість українців та мешканців сусідніх з Україною областей за частотами гаплогруп Y хромосоми. Території, населення яких генетично близьке до українців, зафарбовані синім кольором. Максимальна генетична відмінність від українців показана коричневим кольором. Червоними точками показані популяції, за якими побудована карта. N — сумарна кількість індивідів, MIN, MAX і MEAN — мінімальне, максимальне і середнє значення відстаней для всієї карти.
- На збірній карті 2 показано генетичну спорідненість українців та мешканців Європи за частотами гаплогруп мтДНК.

Українці найбільш близькі за цим показником з мешканцями прилеглих до України областей, а також білорусами, поляками та з іншими європейцями. Близькість до українців популяцій віддзеркалює синій колір.
Таким чином, за обома показниками — частотами гаплогруп Y хромосоми (чоловічої) і частотами гаплогруп мтДНК — простежується найтісніша генетична спорідненість українців з мешканцями прилеглих до України областей: білорусами, поляками та південно-західними популяціями росіян. Крім того, існує тісна генетична спорідненість українців з іншими європейськими народами. Склад чоловіків-українців по гаплогрупам Y-ДНК — R1a — 54 % (переважно східно-західно слов'янська), I — 18 % (переважно східно-південнослов'янська I2, частково північноєвропейська I1), E1b1b — 4 % (південноєвропейська), J — 6 % (близькосхідна), G — 4 % (кавказька), N — 6 % (уральська, фінська, скандинавська), R1b (центрально-західноєвропейська) 2 %, всього 94 %.(див.Y-ДНК гаплогрупи за етнічними групами, Y-ДНК гаплогрупи в народів Європи).
У північно-східних й лівобережних наддніпрянських областях R1a сягає 60 %, ці території вважають ареалом появи гаплогрупи. [Архівовано 11 липня 2015 у Wayback Machine.]
Центр ваги «етнічних хмар (ареалів)» білорусів та українців у просторі знаходяться поблизу, але самі «хмари» перекриваються тільки наполовину, майже відійшовши від «хмари» росіян. До того ж, якщо український етнос взагалі не межує з фіно-угорським компонентом, а білоруський — тільки доторкається, то російська популяція знаходяться в одному кластері з фіно-угорським, а не зі слов'янськими етносами.
Серед користувачів найбільшого порталу для тестування ДНК Family Tree DNA, які мають родовід, що тягнеться з території України, найпоширенішими є такі лінії Y-хромосоми:
|  | R-CTS1211 (9%) |
|  |                |
|  | R-Z92 (3%)     |
|  |                |

|  | R-Y2905 (1%) |
|  |              |

|  | R-YP417 (1%)    |
|  |                 |
|  | R-FGC66323 (1%) |
|  |                 |

|  | R-CTS1211 (9%) |
|  |                |
|  | R-Z92 (3%)     |
|  |                |

|  | R-Y2905 (1%) |
|  |              |

|  | R-YP417 (1%)    |
|  |                 |
|  | R-FGC66323 (1%) |
|  |                 |

|  | I-Y3548 (4%) |
|  |              |
|  | I-Y3106 (3%) |
|  |              |
|  | I-L702 (1%)  |
|  |              |

|  | I-Z59 (1%) |
|  |            |
|  | I-L22 (1%) |
|  |            |

|  | E-Y179930 (1%) |
|  |                |
|  | E-Y17227 (1%)  |
|  |                |

| E-V13 (3%) | \| \| E-Z16659 (1%) \| \| \| \| \| \| E-CTS9320 (1%) \| \| \| \| |
|            | \| \| E-Z16659 (1%) \| \| \| \| \| \| E-CTS9320 (1%) \| \| \| \| |
|            | E-CTS567 (1%)                                                    |
|            |                                                                  |
|            | E-Z16659 (1%)                                                    |
|            |                                                                  |
|            | E-CTS9320 (1%)                                                   |
|            |                                                                  |

|  | E-Z16659 (1%)  |
|  |                |
|  | E-CTS9320 (1%) |
|  |                |

|  | E-Y179930 (1%) |
|  |                |
|  | E-Y17227 (1%)  |
|  |                |

| E-V13 (3%) | \| \| E-Z16659 (1%) \| \| \| \| \| \| E-CTS9320 (1%) \| \| \| \| |
|            | \| \| E-Z16659 (1%) \| \| \| \| \| \| E-CTS9320 (1%) \| \| \| \| |
|            | E-CTS567 (1%)                                                    |
|            |                                                                  |
|            | E-Z16659 (1%)                                                    |
|            |                                                                  |
|            | E-CTS9320 (1%)                                                   |
|            |                                                                  |

|  | E-Z16659 (1%)  |
|  |                |
|  | E-CTS9320 (1%) |
|  |                |

|  | E-Y179930 (1%) |
|  |                |
|  | E-Y17227 (1%)  |
|  |                |

| E-V13 (3%) | \| \| E-Z16659 (1%) \| \| \| \| \| \| E-CTS9320 (1%) \| \| \| \| |
|            | \| \| E-Z16659 (1%) \| \| \| \| \| \| E-CTS9320 (1%) \| \| \| \| |
|            | E-CTS567 (1%)                                                    |
|            |                                                                  |
|            | E-Z16659 (1%)                                                    |
|            |                                                                  |
|            | E-CTS9320 (1%)                                                   |
|            |                                                                  |

|  | E-Z16659 (1%)  |
|  |                |
|  | E-CTS9320 (1%) |
|  |                |

|  | E-Y179930 (1%) |
|  |                |
|  | E-Y17227 (1%)  |
|  |                |

| E-V13 (3%) | \| \| E-Z16659 (1%) \| \| \| \| \| \| E-CTS9320 (1%) \| \| \| \| |
|            | \| \| E-Z16659 (1%) \| \| \| \| \| \| E-CTS9320 (1%) \| \| \| \| |
|            | E-CTS567 (1%)                                                    |
|            |                                                                  |
|            | E-Z16659 (1%)                                                    |
|            |                                                                  |
|            | E-CTS9320 (1%)                                                   |
|            |                                                                  |

|  | E-Z16659 (1%)  |
|  |                |
|  | E-CTS9320 (1%) |
|  |                |

|  | J-PF4888 (1%) |
|  |               |
|  | J-PF5456 (1%) |
|  |               |

|  | J-L556 (1%)    |
|  |                |
|  | J-Y165096 (1%) |
|  |                |

|  | J-PF4888 (1%) |
|  |               |
|  | J-PF5456 (1%) |
|  |               |

|  | J-L556 (1%)    |
|  |                |
|  | J-Y165096 (1%) |
|  |                |

|  | J-Z631 (1%) |
|  |             |

|  | J-PF4888 (1%) |
|  |               |
|  | J-PF5456 (1%) |
|  |               |

|  | J-L556 (1%)    |
|  |                |
|  | J-Y165096 (1%) |
|  |                |

|  | J-PF4888 (1%) |
|  |               |
|  | J-PF5456 (1%) |
|  |               |

|  | J-L556 (1%)    |
|  |                |
|  | J-Y165096 (1%) |
|  |                |

|  | J-Z631 (1%) |
|  |             |

| J-L858 (2%) | \| \| J-FGC15940 (1%) \| \| \| \| |
|             | \| \| J-FGC15940 (1%) \| \| \| \| |
|             | J-Y31793 (1%)                     |
|             |                                   |
|             | J-FGC15940 (1%)                   |
|             |                                   |

|  | J-FGC15940 (1%) |
|  |                 |

| J-L858 (2%) | \| \| J-FGC15940 (1%) \| \| \| \| |
|             | \| \| J-FGC15940 (1%) \| \| \| \| |
|             | J-Y31793 (1%)                     |
|             |                                   |
|             | J-FGC15940 (1%)                   |
|             |                                   |

|  | J-FGC15940 (1%) |
|  |                 |

| G-L89 (4%) | G-PF3345 (1%) |
|            | G-PF3345 (1%) |

|  | T-Z19859 (1%) |
|  |               |

|  | N-Z16981 (1%) |
|  |               |

|  | R-L2 (1%)     |
|  |               |
|  | R-ZZ12_1 (1%) |
|  |               |

|  | R-Z159 (1%) |
|  |             |

|  | R-L2 (1%)     |
|  |               |
|  | R-ZZ12_1 (1%) |
|  |               |

|  | R-Z159 (1%) |
|  |             |

|  | Q-Y2198 (1%) |
|  |              |

|  | R-CTS1211 (9%) |
|  |                |
|  | R-Z92 (3%)     |
|  |                |

|  | R-Y2905 (1%) |
|  |              |

|  | R-YP417 (1%)    |
|  |                 |
|  | R-FGC66323 (1%) |
|  |                 |

|  | R-CTS1211 (9%) |
|  |                |
|  | R-Z92 (3%)     |
|  |                |

|  | R-Y2905 (1%) |
|  |              |

|  | R-YP417 (1%)    |
|  |                 |
|  | R-FGC66323 (1%) |
|  |                 |

|  | I-Y3548 (4%) |
|  |              |
|  | I-Y3106 (3%) |
|  |              |
|  | I-L702 (1%)  |
|  |              |

|  | I-Z59 (1%) |
|  |            |
|  | I-L22 (1%) |
|  |            |

|  | E-Y179930 (1%) |
|  |                |
|  | E-Y17227 (1%)  |
|  |                |

| E-V13 (3%) | \| \| E-Z16659 (1%) \| \| \| \| \| \| E-CTS9320 (1%) \| \| \| \| |
|            | \| \| E-Z16659 (1%) \| \| \| \| \| \| E-CTS9320 (1%) \| \| \| \| |
|            | E-CTS567 (1%)                                                    |
|            |                                                                  |
|            | E-Z16659 (1%)                                                    |
|            |                                                                  |
|            | E-CTS9320 (1%)                                                   |
|            |                                                                  |

|  | E-Z16659 (1%)  |
|  |                |
|  | E-CTS9320 (1%) |
|  |                |

|  | E-Y179930 (1%) |
|  |                |
|  | E-Y17227 (1%)  |
|  |                |

| E-V13 (3%) | \| \| E-Z16659 (1%) \| \| \| \| \| \| E-CTS9320 (1%) \| \| \| \| |
|            | \| \| E-Z16659 (1%) \| \| \| \| \| \| E-CTS9320 (1%) \| \| \| \| |
|            | E-CTS567 (1%)                                                    |
|            |                                                                  |
|            | E-Z16659 (1%)                                                    |
|            |                                                                  |
|            | E-CTS9320 (1%)                                                   |
|            |                                                                  |

|  | E-Z16659 (1%)  |
|  |                |
|  | E-CTS9320 (1%) |
|  |                |

|  | E-Y179930 (1%) |
|  |                |
|  | E-Y17227 (1%)  |
|  |                |

| E-V13 (3%) | \| \| E-Z16659 (1%) \| \| \| \| \| \| E-CTS9320 (1%) \| \| \| \| |
|            | \| \| E-Z16659 (1%) \| \| \| \| \| \| E-CTS9320 (1%) \| \| \| \| |
|            | E-CTS567 (1%)                                                    |
|            |                                                                  |
|            | E-Z16659 (1%)                                                    |
|            |                                                                  |
|            | E-CTS9320 (1%)                                                   |
|            |                                                                  |

|  | E-Z16659 (1%)  |
|  |                |
|  | E-CTS9320 (1%) |
|  |                |

|  | E-Y179930 (1%) |
|  |                |
|  | E-Y17227 (1%)  |
|  |                |

| E-V13 (3%) | \| \| E-Z16659 (1%) \| \| \| \| \| \| E-CTS9320 (1%) \| \| \| \| |
|            | \| \| E-Z16659 (1%) \| \| \| \| \| \| E-CTS9320 (1%) \| \| \| \| |
|            | E-CTS567 (1%)                                                    |
|            |                                                                  |
|            | E-Z16659 (1%)                                                    |
|            |                                                                  |
|            | E-CTS9320 (1%)                                                   |
|            |                                                                  |

|  | E-Z16659 (1%)  |
|  |                |
|  | E-CTS9320 (1%) |
|  |                |

|  | J-PF4888 (1%) |
|  |               |
|  | J-PF5456 (1%) |
|  |               |

|  | J-L556 (1%)    |
|  |                |
|  | J-Y165096 (1%) |
|  |                |

|  | J-PF4888 (1%) |
|  |               |
|  | J-PF5456 (1%) |
|  |               |

|  | J-L556 (1%)    |
|  |                |
|  | J-Y165096 (1%) |
|  |                |

|  | J-Z631 (1%) |
|  |             |

|  | J-PF4888 (1%) |
|  |               |
|  | J-PF5456 (1%) |
|  |               |

|  | J-L556 (1%)    |
|  |                |
|  | J-Y165096 (1%) |
|  |                |

|  | J-PF4888 (1%) |
|  |               |
|  | J-PF5456 (1%) |
|  |               |

|  | J-L556 (1%)    |
|  |                |
|  | J-Y165096 (1%) |
|  |                |

|  | J-Z631 (1%) |
|  |             |

| J-L858 (2%) | \| \| J-FGC15940 (1%) \| \| \| \| |
|             | \| \| J-FGC15940 (1%) \| \| \| \| |
|             | J-Y31793 (1%)                     |
|             |                                   |
|             | J-FGC15940 (1%)                   |
|             |                                   |

|  | J-FGC15940 (1%) |
|  |                 |

| J-L858 (2%) | \| \| J-FGC15940 (1%) \| \| \| \| |
|             | \| \| J-FGC15940 (1%) \| \| \| \| |
|             | J-Y31793 (1%)                     |
|             |                                   |
|             | J-FGC15940 (1%)                   |
|             |                                   |

|  | J-FGC15940 (1%) |
|  |                 |

| G-L89 (4%) | G-PF3345 (1%) |
|            | G-PF3345 (1%) |

|  | T-Z19859 (1%) |
|  |               |

|  | N-Z16981 (1%) |
|  |               |

|  | R-L2 (1%)     |
|  |               |
|  | R-ZZ12_1 (1%) |
|  |               |

|  | R-Z159 (1%) |
|  |             |

|  | R-L2 (1%)     |
|  |               |
|  | R-ZZ12_1 (1%) |
|  |               |

|  | R-Z159 (1%) |
|  |             |

|  | Q-Y2198 (1%) |
|  |              |

## Місце українства
Сьогодні українці складають основне населення держави Україна. Це один з найбільших народів Європи і другий за чисельністю у слов'янському світі. Згідно з останнім переписом (1989 р.) українці в своїй країні становили майже три чверті населення (72,7 %). Тут проживало 84,8 % українців, які жили в тогочасному СРСР — 37,4 млн. В основному українці рівномірно розподілені по всій території держави за винятком Криму і південного сходу. У сільській місцевості вони складають до 90 % населення, в містах — до 70 %.
Українці належать до слов'янської групи індоєвропейської етнолінгвістичної сім'ї. Український етнос складається з
1. основного етнічного масиву українського народу, який в основному збігається з територією його формування і державними кордонами України;
2. етнічних груп українців за межами основного етнічного масиву в ближньому і далекому зарубіжжі — діаспори;
3. субетнічних груп, тобто спільнот у середовищі українців, відмінних специфічними рисами культури (гуцули, лемки, бойки, поліщуки і т. д.).

## Чинники міграції та виникнення діаспор
Східна міграція

Проходила під впливом таких процесів у Російській імперії як російська територіальна експансія на Південь і Схід та політика Московської держави щодо козацтва — витиснення козацтва з Низового Подніпров'я та заселення козаками нових прикордонних земель за межами «Малоросії»; надання пільгових умов для переселення слов'янської селянської людності у Сибір та на Далекий Схід.
Внаслідок цього сотні тисяч українців оселилися за межами території власне України, в суміжних з нею регіонах — Кубані, Приазов'ї, Центрально-Чорноземній області РФ, на Дунаї. Значне число українців переселилося до Сибіру і на Далекий Схід (східна діаспора). У колишніх радянських республіках проживає: в Російській Федерації (Кубань, Приазов'я, Центрально-Чорноземний район) — 4,4 млн етнічних українців, Казахстані — близько 2 млн, Молдові — 561 тис., Білорусі — 291 тис.
Західна міграція

На американський континент еміграція відбувалася в основному з українських земель, які входили до складу Австро-Угорщини. Тільки наприкінці XIX — початку ХХ столітті вона склала понад 700 тисяч чоловік.
Сучасні еміграційні процеси активізувалися після розпаду СРСР. У далекому зарубіжжі найбільше українців живе у США — приблизно 1 млн, Канаді — понад півмільйона, в Аргентині і Бразилії по 200 тисяч, Польщі — близько 300 тисяч чоловік. Потрібно зазначити, що потужна компактна етнічна маса українців, яка існувала на території Польщі (Холмщина, Підляшшя), після проведеної в 1947 р. операції «Вісла» по переселенню їх в західні воєводства фактично перестала існувати. Всього за офіційними даними, на середину 1989 р. кількість українців у світі становила 46,2 млн. За деякими сучасними оцінками, кількість українців тільки в діаспорі досягає 20—30 млн, а загальна кількість становить 60—70 млн. [джерело?]

## Демографічний чинник
Незважаючи на значну еміграцію, чисельність населення України зростала (див. аграрне перенаселення в українських губерніях Російської імперії початку XX століття). Так, в 1897 р. вона становила 28,4 млн, а в 1913 р. — вже 35,2 млн. У той же час починаючи з XIX ст. в основному внаслідок освоєння і промислового розвитку Півдня і Сходу України, що призвело до переселення сюди великої маси людей з інших регіонів Російської держави, питома вага тут українців меншала (див. історія міст України, урбанізація України). Так, якщо в XVIII столітті українці становили близько 85 % населення у межах сучасної України, то в XIX ст. — приблизно 80 %, а у XX ст. — близько 74 %.
В останні десятиріччя різко зменшилося сільське населення і збільшилося міське, яке склало понад 65 %. Особливо небезпечними явищами стали зниження народжуваності (у 1990 р. цей показник був найнижчим у СРСР) і збільшення смертності, внаслідок чого з 80-х р. спостерігається депопуляція. Вона особливо посилилася з 1992 р. Серед етнічних процесів потрібно виділити зменшення питомої ваги україномовного населення з 71,8 % у 1959 р. до 63,9 % у 1989 р. Найбільш це явище властиве Донецько-Придніпровському і Південному регіонам. Серед причин, які обумовили зменшення питомої ваги україномовного населення в Україні домінуюче місце займає русифікація, яка супроводжувала процес створення «радянського народу».